# 100 mètres papillon masculin aux Jeux olympiques d'été de 2012
Navigation
Pékin 2008 Rio de Janeiro 2016

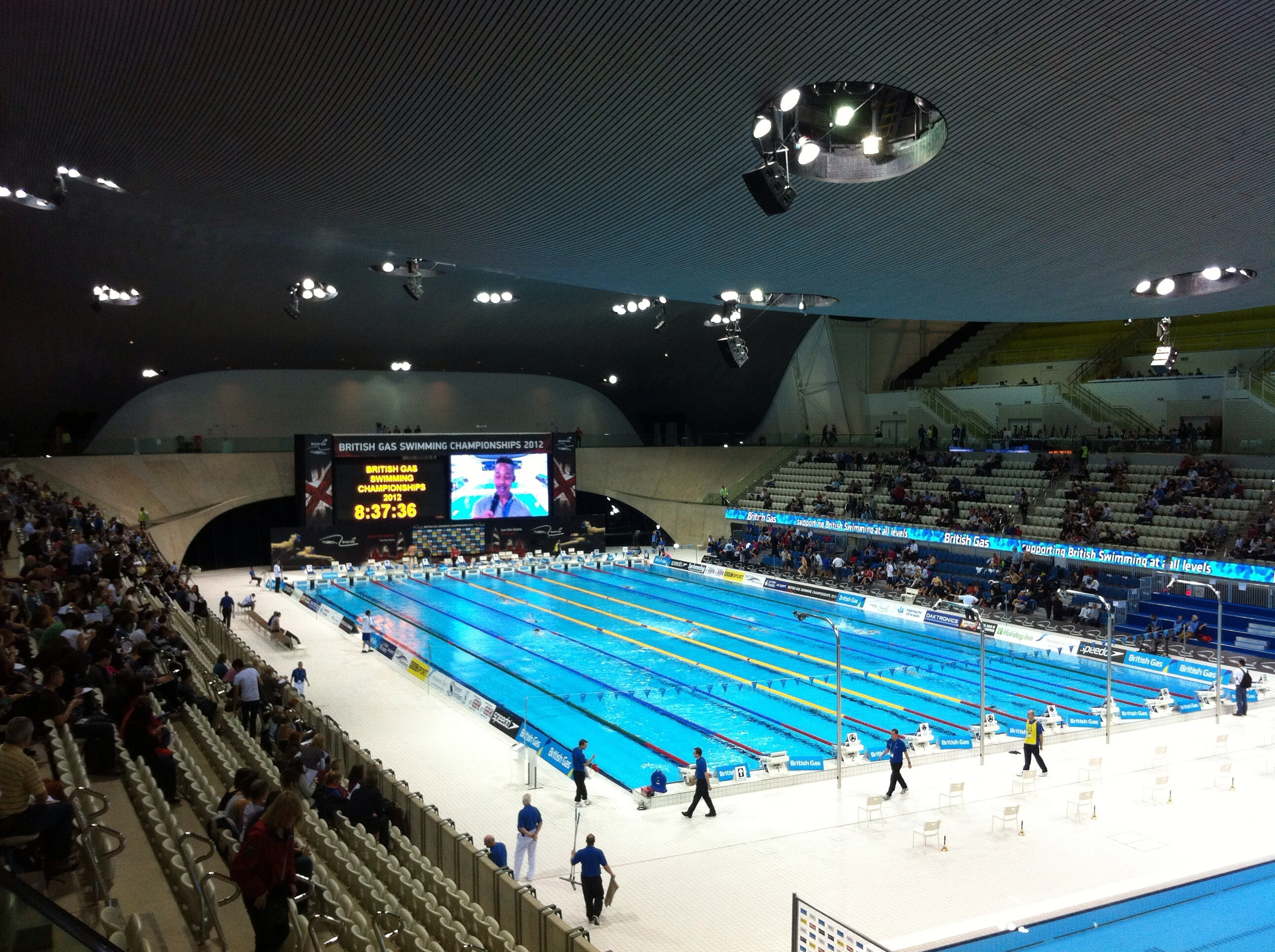
100 mètres papillon masculin aux Jeux olympiques d'été de 2012

L'épreuve de 100 m papillon hommes des Jeux olympiques d'été de 2012 a eu lieu le 2 et le 3 août 2012 au London Aquatics Centre.

## Qualification
Pour participer à cette épreuve, les temps de qualification étaient de 52 s 36 pour le temps de qualification olympique (TQO) et de 54 s 19 pour le temps de sélection olympique (TSO) qui devaient être effectués entre le 1er mars 2011 et le 18 juin 2012. Un comité national olympique (CNO) pouvait inscrire 2 nageurs s'ils faisaient le TQO et 1 nageur s'il effectuait le TSO. Les CNO pouvaient inscrire des nageurs indépendamment du temps (1 nageur par sexe sur l'ensemble des épreuves) s'ils n'avaient pas de nageurs qui avaient réussi les temps de qualification nécessaires.

## Records
Avant cette compétition, les records dans cette discipline étaient les suivants :
| Record du monde  | 49 s 82 | Michael Phelps | États-Unis | 1er août 2009 | Rome (Italie) | ,     |
| Record olympique | 50 s 58 | Michael Phelps | États-Unis | 16 août 2008  | Pékin (Chine) | [ 4 ] |

## Médaillés
| Or             | Argent                          | Bronze |
| Michael Phelps | Chad le Clos Evgeny Korotyshkin | –      |

## Résultats

### Finale (3 août au soir)
| Rang                               | Ligne | Nom                | Nationalité    | Temps   | Notes |
| ---------------------------------- | ----- | ------------------ | -------------- | ------- | ----- |
| Médaille d'or, Jeux olympiques     | 4     | Michael Phelps     | États-Unis     | 51 s 21 |       |
| Médaille d'argent, Jeux olympiques | 5     | Chad le Clos       | Afrique du Sud | 51 s 44 |       |
| Médaille d'argent, Jeux olympiques | 8     | Evgeny Korotyshkin | Russie         | 51 s 44 |       |
| 4                                  | 6     | Milorad Čavić      | Serbie         | 51 s 81 |       |
| 4                                  | 7     | Steffen Deibler    | Allemagne      | 51 s 81 |       |
| 6                                  | 2     | Joeri Verlinden    | Pays-Bas       | 51 s 82 |       |
| 7                                  | 3     | Tyler McGill       | États-Unis     | 51 s 88 |       |
| 8                                  | 1     | Konrad Czerniak    | Pologne        | 52 s 05 |       |

### Demi-finales (2 août au soir)

#### Demi-finale 1
| Rang | Ligne | Nom                  | Nationalité | Temps   | Notes |
| ---- | ----- | -------------------- | ----------- | ------- | ----- |
| 1    | 4     | Michael Phelps       | États-Unis  | 50 s 86 |       |
| 2    | 3     | Steffen Deibler      | Allemagne   | 51 s 76 |       |
| 3    | 5     | Konrad Czerniak      | Pologne     | 51 s 78 |       |
| 4    | 2     | Chris Wright         | Australie   | 52 s 11 |       |
| 5    | 6     | Zhou Jiawei          | Chine       | 52 s 30 |       |
| =6   | 7     | Bence Pulai          | Hongrie     | 52 s 40 |       |
| =6   | 8     | Benjamin Starke      | Allemagne   | 52 s 40 |       |
| 8    | 1     | François Heersbrandt | Belgique    | 52 s 71 |       |

#### Demi-finale 2
| Rang | Ligne | Nom                | Nationalité    | Temps   | Notes |
| ---- | ----- | ------------------ | -------------- | ------- | ----- |
| 1    | 4     | Chad le Clos       | Afrique du Sud | 51 s 42 |       |
| 2    | 6     | Tyler McGill       | États-Unis     | 51 s 61 |       |
| 3    | 3     | Milorad Čavić      | Serbie         | 51 s 66 |       |
| 4    | 2     | Joeri Verlinden    | Pays-Bas       | 51 s 75 |       |
| 5    | 5     | Evgeny Korotyshkin | Russie         | 51 s 85 |       |
| 6    | 1     | Dinko Jukic        | Autriche       | 51 s 99 |       |
| 7    | 7     | Nikolay Skvortsov  | Russie         | 52 s 03 |       |
| 8    | 8     | Jason Dunford      | Kenya          | 52 s 16 |       |

### Séries (2 août le matin)
| Rang | Série | Ligne | Nom                            | Nationalité               | Temps         | Notes |
| ---- | ----- | ----- | ------------------------------ | ------------------------- | ------------- | ----- |
| 1    | 5     | 7     | Chad le Clos                   | Afrique du Sud            | 51 s 54       | Q     |
| 2    | 6     | 4     | Michael Phelps                 | États-Unis                | 51 s 72       | Q     |
| 3    | 4     | 3     | Evgeny Korotyshkin             | Russie                    | 51 s 84       | Q     |
| 4    | 5     | 4     | Konrad Czerniak                | Pologne                   | 51 s 85       | Q     |
| 5    | 6     | 5     | Milorad Čavić                  | Serbie                    | 51 s 90       | Q     |
| 6    | 5     | 6     | Steffen Deibler                | Allemagne                 | 51 s 92       | Q     |
| 7    | 4     | 4     | Tyler McGill                   | États-Unis                | 51 s 95       | Q     |
| 8    | 4     | 7     | Zhou Jiawei                    | Chine                     | 52 s 03       | Q     |
| 9    | 6     | 6     | Joeri Verlinden                | Pays-Bas                  | 52 s 07       | Q     |
| 10   | 6     | 3     | Chris Wright                   | Australie                 | 52 s 11       | Q     |
| 11   | 6     | 2     | Nikolay Skvortsov              | Russie                    | 52 s 12       | Q     |
| 12   | 3     | 6     | Bence Pulai                    | Hongrie                   | 52 s 19       | Q     |
| 13=  | 6     | 1     | François Heersbrandt           | Belgique                  | 52 s 22       | Q     |
| 13=  | 3     | 7     | Dinko Jukic                    | Autriche                  | 52 s 22       | Q     |
| 15   | 5     | 5     | Jason Dunford                  | Kenya                     | 52 s 23       | Q     |
| 16=  | 4     | 5     | Benjamin Starke                | Allemagne                 | 52 s 36       | Q     |
| 16=  | 6     | 8     | Takeshi Matsuda                | Japon                     | 52 s 36       |       |
| 17   | 5     | 1     | Ivan Lenđer                    | Serbie                    | 52 s 40       |       |
| 18   | 3     | 5     | Peter Mankoc                   | Slovénie                  | 52 s 44       |       |
| 19   | 4     | 1     | Lars Frölander                 | Suède                     | 52 s 47       |       |
| 20   | 5     | 3     | Takuro Fujii                   | Japon                     | 52 s 49       |       |
| 21   | 4     | 8     | Matteo Rivolta                 | Italie                    | 52 s 50       |       |
| 22   | 5     | 2     | Jayden Hadler                  | Australie                 | 52 s 52       |       |
| 23   | 4     | 6     | Michael Rock                   | Grande-Bretagne           | 52 s 56       |       |
| 24   | 3     | 2     | Ryan Pini                      | Papouasie-Nouvelle-Guinée | 52 s 68       |       |
| 25   | 3     | 4     | Chang Gyu-Cheol                | Corée du Sud              | 52 s 69       |       |
| 26   | 3     | 1     | Joe Bartoch                    | Canada                    | 53 s 09       |       |
| 27   | 4     | 2     | Kaio Almeida                   | Brésil                    | 53 s 14       |       |
| 28   | 5     | 8     | Albert Subirats Altes          | Venezuela                 | 53 s 18       |       |
| 29   | 3     | 3     | Clément Lefert                 | France                    | 53 s 22       |       |
| 30   | 3     | 8     | Simao Morgado                  | Portugal                  | 53 s 23       |       |
| 31   | 6     | 7     | Antony James                   | Grande-Bretagne           | 53 s 25       |       |
| 32   | 2     | 7     | Dominik Meichtry               | Suisse                    | 53 s 40       |       |
| 33   | 2     | 4     | Pavel Sankovich                | Biélorussie               | 53 s 47       |       |
| 34   | 2     | 5     | Joseph Schooling               | Singapour                 | 53 s 61       |       |
| 35   | 2     | 3     | Benjamin Hockin                | Paraguay                  | 53 s 65       |       |
| 36   | 2     | 1     | Daniel Bell                    | Nouvelle-Zélande          | 53 s 76       |       |
| 37   | 2     | 8     | Yevgeniy Lazuka                | Azerbaïdjan               | 53 s 86       |       |
| 38   | 2     | 6     | Vytautas Janusaitis            | Lituanie                  | 54 s 17       |       |
| 39   | 2     | 2     | Stefanos Dimitriadis           | Grèce                     | 54 s 20       |       |
| 40   | 1     | 3     | Sofyan El Gidi                 | Libye                     | 56 s 99       |       |
| 41   | 1     | 4     | Mohanad Ahmed Dheyaa Al-Azzawi | Irak                      | 1 min 00 s 71 |       |
| 42   | 1     | 5     | Khalid Alibaba                 | Bahreïn                   | 1 min 04 s 05 |       |